# U-Foes
Los U-Foes son un equipo de supervillanos ficticios que aparece en cómics estadounidenses publicados por Marvel Comics. Por lo general, se representan como enemigos de Hulk y Los 4 Fantásticos. El grupo consta de cuatro miembros: Vector, el líder del grupo que puede repeler la materia telequinéticamente; Vapor, que puede transformarse en cualquier forma de materia gaseosa; X-Ray, que puede generar y proyectar radiación y volar; y Ironclad, que tiene un cuerpo metálico y puede controlar su densidad.

## Historial de publicaciones
Los U-Foes aparecieron por primera vez en The Incredible Hulk # 254 (diciembre de 1980) y fueron creados por Bill Mantlo y Sal Buscema. Por The Incredible Hulk # 254 créditos, el editor Al Milgrom diseñó el vestuario de los U-Foes mientras que el editor en jefe Jim Shooter ayudó con los nombres de los U-Foes.
Como se señaló en la primera página de ese número, el nombre del grupo fue inspirado por la canción de 1979 de Graham Parker "Waiting for the UFOs".

## Biografía del equipo ficticio
Simon Utrecht, un expolítico y multimillonario, financió una operación para adquirir superpoderes de la misma manera que los Cuatro Fantásticos, volando al espacio y exponiéndose a los rayos cósmicos. Elige a otros tres miembros para que se unan a él: Ann Darnell, el hermano menor de Ann, Jimmy Darnell, y Mike Steel. Lo que el grupo no sabía era que estarían expuestos a una cantidad mucho mayor que los Cuatro Fantásticos y que probablemente los mataría.Hulk, en su forma de Bruce Banner, derriba la nave reprogramando su computadora antes de que el grupo fuera expuesto a los niveles terminales de rayos cósmicos. El grupo logró obtener poderes y los recién bautizados U-Foes atacaron a Banner por interferir, convencidos de que podrían haberse vuelto aún más poderosos sin su intervención. Banner se transforma en Hulk y se produce una pelea, pero los U-Foes pierden debido a su inexperiencia con sus poderes recién adquiridos y su incapacidad para luchar en equipo. Al final, sus propias mutaciones en curso los incapacitan y el equipo se dispersa a medida que pierden el control de sus crecientes habilidades.
Algún tiempo después, a medida que sus poderes se estabilizan, los U-Foes se reúnen con el objetivo de vengarse y hacerse un nombre ante el público matando a Hulk. Aunque consideran que Hulk es un enemigo más formidable, con la inteligencia de Bruce Banner controlando a Hulk, X-ray descubre una manera de mantener a Banner en su forma humana generando "rayos anti-gamma". Los U-Foes encarcelan a Banner en la antigua Base Gamma y secuestran transmisiones de televisión en todo el mundo, con la intención de ganar infamia al matar a Banner frente al mundo. Sin embargo, Banner es liberado por sus aliados Betty Ross, Rick Jones y Bereet, y derrota a los U-Foes como Hulk. Irónicamente, el intento de los U-Foes de ganar fama a expensas de Hulk revela al mundo que Banner tiene el control del poder de Hulk, y conduce a un breve período de Banner/Hulk como una celebridad popular y un verdadero superhéroe (que termina cuando la personalidad de Mindless Hulk se reafirma).
Después de varias derrotas a manos de Hulk y sus aliados, cada uno de los U-Foes fueron desterrados a una dimensión diferente.  Ellos lograron reunirse y encontrar su camino de vuelta a la Tierra cuando los poderes del mutante Portal comenzaron a manifestarse. Los U-Foes intentaron asesinar a Portal para evitar que abriera otro portal para desterrarlos, hasta que fueron derrotados por los Vengadores.  Más tarde intentarían secuestrar a Portal para explotar sus poderes mutantes, y fueron derrotados una vez más por el Capitán América, Halcón Oscuro, y Daredevil.
A lo largo de los 1980 - 1990 el equipo en general trabajó solo, pero en ocasiones fueron contratados por otros villanos como el Líder. Atacaron al grupo independiente, el Panteón, hiriendo a docenas de civiles. Estaban bajo el mando del Líder que quería llegar al comandante del propio Panteón. A pesar de la desventaja de una niña huérfana que había quedado envuelta en la batalla, Hulk y los soldados del Panteón logran someter a algunos de los U-Foes. Los villanos fueron engañados para lastimarse entre ellos. Vapor, en particular, es derrotada cuando se jactaba de antemano qué forma de gas estaba tomando y Hulk y un miembro del Panteón utilizó esto en su contra. Durante los Actos de Venganza, los U-Foes enfrentan a los Vengadores de la Costa Oeste, con la ayuda del Hombre Topo, pero son derrotados.
Alrededor de este tiempo, juegan un papel importante en la fuga de prisión de La Bóveda en "Trampa Veneno; La Bóveda". Los distintos U-Foes trabajan juntos y con otros villanos para luchar contra la seguridad de la prisión, sus fuerzas, la Fuerza de la Libertad y los Vengadores. Los U-Foes y otros prisioneros son neutralizados por control mental tecnológico.
El equipo más tarde se encuentra con Hulk en los campos de hielo del Ártico fuera santuario devastado del Líder para las víctimas de cáncer. Hulk, creyendo que acababa de perder a su amigo, los intimidó para que huyeran.
Las dos peleas con Hulk son parte de las manipulaciones del antiguo líder del Panteón, Agamemnón. Ningún bando se da cuenta de que el anciano era un psicótico asesino enloquecido de poder en secreto que disfruta la manipulación.
Más tarde, los U-Foes son otra vez parte de una fuga de la Bóveda. Durante este tiempo, se las arreglan para destruir toda la instalación.
Los U-Foes también son liberados de la Balsa, cuando Electro los saca en los Nuevos Vengadores, pero fueron distraídos del escape por una confrontación con Crossfire y su equipo de hipnotistas, incluyendo Mandril, Señor Miedo, Corruptor y el Controlador- sobre la tecnología que había sido robada de ellos, hasta que Spider-Man, el Capitán América y Iron Man fueron capaces de capturarlos.
Durante la historia de Civil War, la ley de registro de superhumanos, lleva a los U-Foes a la atención del gobierno de Estados Unidos. Los EE. UU. envían la versión Escuadrón B de los Thunderbolts, Ventisca, Joystick, Fixer y Arenas Movedizas. Después de una batalla en Portland, los U-Foes son arrestados. En lugar del debido proceso, se les da la opción de unirse al equipo o enfrentar la pena de cárcel.
Los U-Foes son algunos de los villanos reclutados para unirse al sindicato del crimen de Hood. En Vengadores: La Iniciativa #25, los U-Foes son vistos entre los nuevos reclutas para el Campamento H.A.M.M.E.R..
Durante la historia del Dark Reign, los U-Foes son revelados por el líder de la nueva Iniciativa Norman Osborn como el equipo de la nueva Iniciativa para el estado de Carolina del Norte. Osborn le ordena a los U-Foes atacar a los Heavy Hitters después de separarse de la Iniciativa. Ellos ayudan a los equipos de otra Iniciativa para derrotar y capturar al líder de los Heavy Hitters, Prodigio.
Los U-Foes después juegan un papel en el inicio de Sitio.  Norman Osborn los envía a combatir a Volstagg. El choque resultante conduce a Volstagg siendo (falsamente) culpado de destruir el Soldier Field y matar a miles, y dando a Osborn el evento necesario para iniciar su guerra contra Asgard.Con la ayuda de otros villanos, hacen bajar a Thor después de ser atacado por el Vigía. Con Osborn derrotado, el equipo entero se rinde y después es encarcelado.
Durante la parte de "Apertura Salvo" de la historia del Imperio Secreto, los U-Foes están entre los villanos reclutados por el Barón Helmut Zemo para unirse al Ejército del Mal.
Después de que Gamma Flight dejó de trabajar para Henry Peter Gyrich debido a su actitud desagradable, él contrató a los U-Foes para perseguir a Hulk a cambio de un perdón total por sus crímenes pasados.Cuando Hulk se escondía en la ciudad de Nueva York, los U-Foes lo atacaron y se turnaron para luchar contra él. La pelea se detuvo brevemente cuando Vector accidentalmente envió a Hulk a volar a Nueva Jersey.Cuando los U-Foes alcanzaron a Hulk, X-Ray usó sus rayos anti-gamma para aparentemente matar a Hulk.Sin embargo, los rayos anti-gamma habían causado que Hulk se convirtiera en una variación de Hulk Rojo que permitió a Joe Fixit y Savage Hulk escapar del Lugar Inferior. Este Hulk resucitó en un estado de máxima potencia.Hulk hirió gravemente a Ironclad y convirtió la forma de gas sulfúrico de Vapor en Vector lo suficiente como para cegarlo. Presa del pánico, Vector envió a Hulk a volar a Manhattan. Gyrich reprendió a los U-Foes por dejar escapar a Hulk. X-Ray y Vapor culparon a Gyrich por hacer que su equipo de recuperación tardara demasiado en conseguirlos.
Más tarde, los U-Foes asaltaron la Universidad Empire State en busca de algo donde fueron atacados por Spider-Man y Araña Escarlata. Por orden de Vector, Vapor y X-Ray provocaron una lluvia radiactiva que afectó a Spider-Man y no a Araña Escarlata. Esto permitió a los U-Foes escapar.Con Peter Parker gravemente hospitalizado y en coma inducido médicamente, Ben Reilly volvió a convertirse en Spider-Man, donde localizó a los U-Foes y los derrotó.

## Miembros

### Vector
- Nombre real: Simon Utrecht
- Poderes: Telequinesis, limitada a atraer o repeler la materia desde su propio cuerpo. Enormemente poderoso, mientras enfoca su poder en ráfagas que él era incluso capaz de desollar la mayor parte de la piel y tejido muscular de Hulk de su cuerpo cuando este último resistió,[22] y repelió la estructura de la propia realidad dentro del Nexo de la 'Encrucijada, con la fuerza que según él era suficiente para arrojar mundos enteros.[23]Fue capaz de "repeler" todos los intentos científicos, telepáticos e incluso mágicos de discernir la ubicación de los U-Enemigos al transmitir su intento de ejecución de Hulk.[24]También es capaz de volar.
- Antecedentes: Simon Utrecht era un empresario exitoso, industrial y político que anhelaba más poder. Él utilizó sus recursos para copiar todo acerca del vuelo de los Cuatro Fantásticos en el espacio, y contrató a un equipo con la esperanza de ganar superpoderes.
- Es la contraparte maligna y rival de Mr. Fantástico.

### Vapor
- Nombre real: Ann Darnell
- Poderes: Tiene el poder de alterar su forma en cualquier gas conocido, por lo general el más letal veneno que ella pueda imaginar, mientras invade el cuerpo de un oponente. Vapor puede transformarse en su estado totalmente humano solo por períodos breves.
- Antecedentes: Fue contratada por Simon para ser la ingeniera de soporte vital en su nave espacial. Es la hermana mayor de Jimmy Darnell.
- Es la contraparte maligna y rival de la Mujer Invisible

### Rayo-X
- Nombre real: James "Jimmy" Darnell
- Poderes: Ha sido permanentemente transformado en un campo energético viviente, intangible e inmune al daño más físico. Tiene los poderes de expulsar varias formas de radiación pesada en forma de ráfagas muy potentes, mostrada capaz de lastimar incluso a Hulk,[25] y debilitando gravemente a Thor cuando se combina con otras tres explosiones de energía [13]y la habilidad de volar o hacerse invisible.[23] También ha sido capaz de emitir rayos gamma negativos que convierten a Hulk de nuevo en Bruce Banner, pero esto sólo es efectivo siempre y cuando él está en bajos niveles de poder.
- Antecedentes: Fue contratado por Simon para ser el ingeniero de sistemas carburantes de propulsión de la nave espacial. Es el hermano menor de Ann Darnell.
- Es el contaparte maligno y rival de la Antorcha Humana.

### Ironclad
- Nombre real: Michael Steel
- Poderes: Permanentemente transformado en metal orgánico similar a Coloso. Fuerza sobrehumana, durabilidad, y la capacidad de aumentar o disminuir su propio peso, flotar en el aire,[25] o aplastar como una montaña.  La forma de Ironclad estaba compuesta inicialmente de pliegues irregulares de metal; sin embargo, después de brevemente perder el control del poder que altera su peso y se hunde profundo en la corteza terrestre, salió con su cuerpo alisado y pulido por el roce de su pasaje.
- Antecedentes: Fue contratado por Simon como un científico, ingeniero y piloto experto.
- La contraparte maligna y rival de La Mole

## Otras versiones

### JLA/Avengers
X-Ray aparece en JLA/Avengers #4 como uno de varios supervillanos cautivados que defienden la fortaleza de Krona.

### Ultraverso
En el Ultraverse de Malibu Comics, Ironclad existe como miembro de New Exiles y Ultraforce.

### Futuro imperfecto
Una posible versión futura de Vapor aparece en la miniserie Maestro. Después de haber sido capturada por A.I.M., el Maestro del mismo nombre finalmente la liberay le pide que lo ayude a matar a Hércules. Una vez que lo logró, el Maestro la congeló, la destrozó y luego ordenó a sus soldados que enterraran cada fragmento para evitar que se reintegrara ella misma.

## En otros medios

### Televisión
- Los U-Foes aparecen en Los Vengadores: los héroes más poderosos de la Tierra, con Vector con la voz de Cam Clarke y Vapor con la voz de Colleen O'Shaughnessey, mientras que X-Ray y Ironclad no tuvieron diálogo. En el episodio "Hulk contra el mundo", Vapor y X-Ray hacen un cameo como presos del Cubo, mientras Ironclad fue visto posiblemente de espaldas y Vector fue visto siendo congelado, pero no está claro si estos dos eran ellos, pero todos sus muestras de sangre fueron vistas. Los U-Foes luego regresan en el episodio "Mundo Gamma" Parte 1 para distraer a los Vengadores de destruir el Generador Domo Gamma. Los poderes de los U-Foes son aumentados por amplificadores gamma realizados por el Líder. Al final, son derrotados junto con la Brigada de Demolición y Zzzax cuando Pantera Negra destruye el generador.
- Los U-Foes aparecen en Avengers: Ultron Revolution, en su episodio 20, con Vector con la voz de Glenn Steimbaum, Vapor con la voz de Catherine Taber, Rayo-X con la voz de Jeremy Kent Jackson e Ironclad con la voz de Eric Ladin. Con el respaldo de HYDRA, cuatro científicos montan una nave espacial en una tormenta cósmica gamma. Cuando su nave espacial amenaza con chocar en Vista Verde, Hulk termina en redirigirla. Cuando bajó de la nave espacial, los científicos a descubrir sus poderes y toman el nombre de U-Foes debido a su nave espacial que se parecía a un ovni. Sin saberlo mencionar la participación de HYDRA frente a él, Hulk termina atacando a ellos sólo para ser sometidos. La partida a una base de HYDRA, los agentes de HYDRA son informados por los U-Foes que les conducirán como el ataque de los Vengadores. Los U-Foes luchan mientras que los agentes de HYDRA bajan todo lo alto secreto a ellos antes de escapar. Más tarde, los U-Foes y HYDRA se infiltran en una base de S.H.I.E.L.D. abandonada y roban un antiguo Helicarrier. Al tiempo que evitan el Helicarrier se estrelle de la partida en una planta de energía nuclear, los Vengadores engañan a los U-Foes a entrar en una habitación en la que fueron sometidos por un gas nocaut.

### Videojuegos
- Los U-Foes aparecen en The Incredible Hulk: The Pantheon Saga.[28]

- Los U-Foes aparecen en The Incredible Hulk. En esta versión, su intención original era la de convertirse en seres evolucionados en el siguiente eslabón de la cadena evolutiva, como Hulk, usando radiación atmosférica en lugar de gamma. Su ira es dirigida posteriormente a Hulk responsabilizándolo de destruir la antena que estaba recogiendo la radiación. Los U-Foes atacan a Hulk, pero él los derrota a todos ellos. Después de que  Hulk abandona el área, los U-Foes se recuperan y deciden que si Hulk interfiere con ellos de nuevo, lo matarán. Ironclad también puede ser utilizado como un personaje jugable en el juego si uno de los U-Foes (Vector, X-Ray, Vapor) utilizado contra el otro.

- Los U-Foes aparecen en el juego de Facebook Marvel: Avengers Alliance como jefes recurrentes. Vector, en particular, es considerado como uno de los jefes más difíciles en el juego.